# تجارب الحيوانات على الرئيسيات غير البشرية

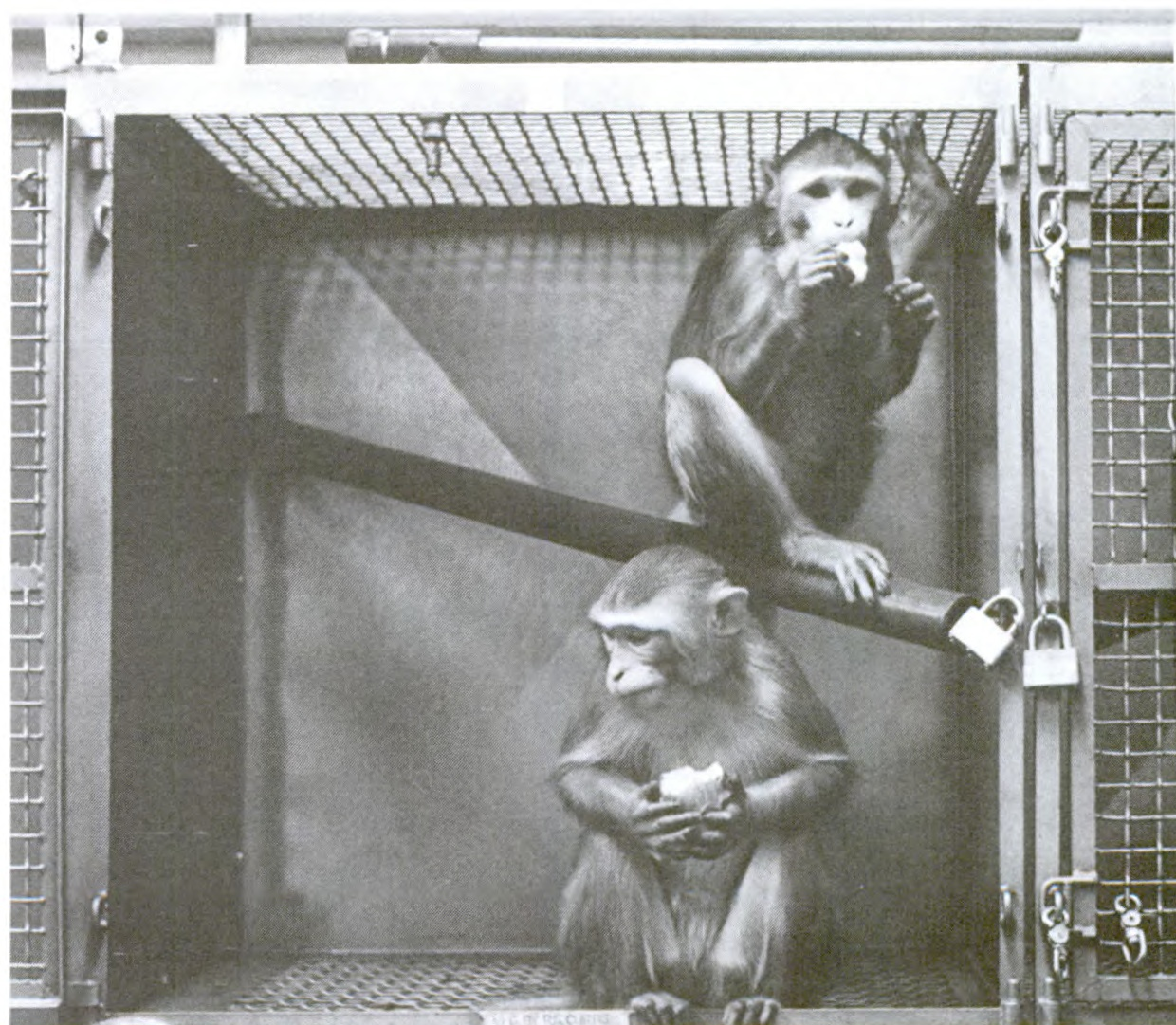
رئيسيان داخل قفص في مختبر علمي مخصص للأبحاث السلوكية أو الطبية، حيث يُحتجزان لأغراض التجريب والدراسة في بيئة خاضعة للرقابة

تتضمن التجارب التي تشمل الرئيسيات غير البشرية اختبار السمية للمواد الطبية وغير الطبية؛ ودراسات الأمراض المعدية، مثل فيروس نقص المناعة البشرية والتهاب الكبد؛ والدراسات العصبية؛ والسلوك والإدراك؛ والتكاثر؛ والتركيب الوراثي؛ وزرع الأعضاء. يتم سنويًا استخدام نحو 65 ألف من الرئيسيات غير البشرية في الولايات المتحدة، ونحو 7 آلاف في جميع أنحاء الاتحاد الأوروبي. يتم تربية معظمها لهذا الغرض، بينما يتم صيد بعضها الآخر في البرية.
يعد استخدامها مثيرًا للجدل. وفقًا لمجلس نافيلد لأخلاقيات العمل في البيولوجيا، فإنه يتم استخدام الرئيسيات غير البشرية لأن أدمغتها تشترك في السمات الهيكلية والوظيفية مع أدمغة الإنسان، ولكن «في حين أن هذا التشابه له ميزات علمية، غير أنه يطرح بعض المشكلات الأخلاقية الخطيرة، بسبب زيادة احتمالية تعرض الرئيسيات للألم والمعاناة بطرق تشبه التي يتعرض لها البشر». شنت مجموعات حقوق الحيوان بعض الهجمات الأكثر شهرة على مرافق أبحاث الحيوانات بسبب الأبحاث على الرئيسيات. تخلى بعض الباحثين في الرئيسيات عن دراساتهم بسبب التهديدات أو الهجمات.
في ديسمبر 2006، خلص تحقيق برئاسة السير ديفيد ويذرال، الأستاذ الفخري للطب في جامعة أكسفورد، إلى أن هناك «حجة علمية وأخلاقية قوية» لاستخدام الرئيسيات في بعض الأبحاث. يجادل الاتحاد البريطاني لإلغاء تشريح الأحياء بأن تقرير ويذرال فشل في معالجة «احتياجات المصلحة العامة والحجة الأخلاقية لإخضاع هذه المخلوقات الحساسة والذكية لمعاناة مدى الحياة في مختبرات المملكة المتحدة».

## الوضع القانوني
يعترف إعلان الأمم المتحدة العالمي لحقوق الإنسان، إضافة إلى جميع الحكومات بنسب متفاوتة، بالبشر كأشخاص ويحميهم بموجب القانون. لا يتم تصنيف الرئيسيات غير البشرية كأشخاص في معظم السلطات القضائية، مما يعني إلى حد كبير أن مصالحهم الفردية ليس لها اعتراف رسمي أو حماية. أثار وضع الرئيسيات غير البشرية الكثير من الجدل، لا سيما من خلال مشروع القردة العليا (جي إيه بّي)، الذي يعتبر أن القردة العليا (الغوريلا، إنسان الغاب، الشمبانزي، البونوبو) يجب أن تمنح وضعًا قانونيًا محدودًا ويجب حماية ثلاثة من مصالحها الأساسية وهي: الحق في الحياة، وحماية الحرية الفردية، وحظر التعذيب.
في عام 1997، أعلنت المملكة المتحدة عن سياسة عدم منح تراخيص للبحوث التي تتضمن القردة العليا، وهو أول إجراء على الإطلاق لحظر استخدام الرئيسيات في البحث. وقال وزير الداخلية البريطاني، الذي أعلن الحظر البريطاني: «إنها مسألة أخلاقية. إن الخصائص والصفات المعرفية والسلوكية لهذه الحيوانات تعني أنه من غير الأخلاقي معاملتها على أنها قابلة للاستهلاك في الأبحاث». واصلت بريطانيا استخدام الرئيسيات الأخرى في المختبرات، مثل قرود المكاك وقرود القشة. في عام 2006، شكك كولين بلاكمور، رئيس مجلس البحوث الطبية، في ديمومة الحظر في المملكة المتحدة.  في الحين الذي أكد فيه بلاكمور أنه لا يرى «حاجة فورية» لرفع الحظر، جادل بأنه «في ظل ظروف معينة، مثل ظهور فيروس وبائي مميت يؤثر فقط على القردة العليا، بما في ذلك الإنسان، فإن التجارب على الشمبانزي، أورانج أوتان وحتى الغوريلا قد تصبح ضرورية». وصف الاتحاد البريطاني لإلغاء تشريح الأحياء موقف بلاكمور بأنه «متخلف». في عام 1999، كانت نيوزيلندا أول دولة تحظر التجارب على القردة العليا بموجب القانون.
في 25 يونيو 2008، أصبحت إسبانيا أول دولة تعلن أنها ستوسع نطاق حقوقها لتشمل القردة العليا بما يتفق مع مقترحات مشروع القردة العليا. نصحت مجموعة برلمانية من جميع الأحزاب الحكومة بكتابة تشريع يمنح الشمبانزي والغوريلا وإنسان الغاب الحق في الحياة والحرية والحق في عدم استخدامه في التجارب. ذكرت صحيفة نيويورك تايمز أن التشريع سيجعل قتل القردة غير قانوني، إلا في حالة الدفاع عن النفس. لن يسمح بالتعذيب، الذي سيشمل التجارب الطبية، وكذلك السجن التعسفي، مثل السيرك أو الأفلام.
يقوم عدد متزايد من الحكومات الأخرى بسن الحظر. ابتداءً من عام 2006، فرضت النمسا ونيوزيلندا (القيود المفروضة على القردة العليا فقط وليس حظرًا كاملًا) وفرضت هولندا والسويد والمملكة المتحدة حظرًا قانونيًا أو فعليًا. لا يشمل الحظر في السويد الدراسات السلوكية غير العدائية، ويستمر تنفيذ أعمال الدراسات العليا حول الإدراك المعرفي للقردة العليا في السويد على غوريلا حديقة الحيوان، وتلحق بها دراسات على الشمبانزي أجريت في الولايات المتحدة، يحظر التشريع السويدي أيضًا التجارب العدائية على قردة جبون.
في ديسمبر 2005، حظرت النمسا التجارب على أي قردة، ما لم يتم إجراؤها لصالح الحيوان المحدد. في عام 2002، أعلنت بلجيكا أنها تعمل من أجل فرض حظر على جميع استخدامات الرئيسيات، وفي المملكة المتحدة، وقع 103 نائب اقتراحًا أوليًا يدعو إلى إنهاء التجارب على الرئيسيات، بحجة أنها تسبب المعاناة وغير موثوقة. لم يتم إصدار تراخيص لإجراء الأبحاث على القردة العليا في المملكة المتحدة منذ عام 1998. أوصت مجموعة ذا بويد، وهي مجموعة بريطانية تضم باحثين في الحيوانات وفلاسفة وعلماء رئيسيات ومدافعين عن حقوق الحيوانات، بفرض حظر عالمي على استخدام القردة العليا.
يتم تنظيم استخدام الرئيسيات غير البشرية في الاتحاد الأوروبي بموجب الأمر التوجيهي 2010/63 / الاتحاد الأوروبي. دخل الأمر التوجيهي حيز التنفيذ في 1 يناير 2013. يسمح هذا الأمر التوجيهي باستخدام الرئيسيات غير البشرية في حالة عدم توفر طرق بديلة أخرى. يسمح بالاختبار على الرئيسيات غير البشرية في الأبحاث الأساسية والتطبيقية، واختبارات الجودة والسلامة للأدوية والأغذية وغيرها من المنتجات والأبحاث التي تهدف إلى الحفاظ على الأنواع. لا يسمح عمومًا باستخدام القردة العليا، ما لم يعتقد أن الإجراءات ضرورية للحفاظ على الأنواع أو لسبب يتعلق بتفشي غير متوقع لحالة سريرية مهددة للحياة أو مُضعفة للبشر. يشدد التوجيه على استخدام مبدأ 3 آر (الاستبدال، التحسين، التخفيض) ورعاية الحيوان عند إجراء تجارب الحيوانات على الرئيسيات غير البشرية.
أدى تعديل عام 2013 لقانون رعاية الحيوان الألماني، المتضمن قوانين خاصة للقرود، إلى حظر شبه كامل على استخدام القردة العليا كحيوانات مختبرية. كانت آخر مرة استخدمت فيها القردة العليا في التجارب المخبرية في ألمانيا عام 1991.

## الأنواع والأرقام المستخدمة
معظم الرئيسيات غير البشرية المستخدمة هي واحدة من ثلاثة أنواع من قرود المكاك، حيث تمثل 79٪ من جميع الرئيسيات المستخدمة في البحوث في المملكة المتحدة، و63٪ من جميع المنح البحثية الممولة اتحاديًا للمشاريع التي تستخدم الرئيسيات في الولايات المتحدة. يتم استخدام أعداد أقل من قرود القشة، وقرود طمارين، والقرود العنكبوتية، وقرود الليل، وقرود الهجرس الأخيضر، والقرود السنجابية، والرباح في المملكة المتحدة والولايات المتحدة. ولم يتم استخدام القردة العليا في المملكة المتحدة منذ حظر سياسي للحكومة في عام 1998. في الولايات المتحدة، توظف مختبرات الأبحاث استخدام 1133 شمبانزي منذ أكتوبر 2006.